# Gabriele Kucsko-Stadlmayer

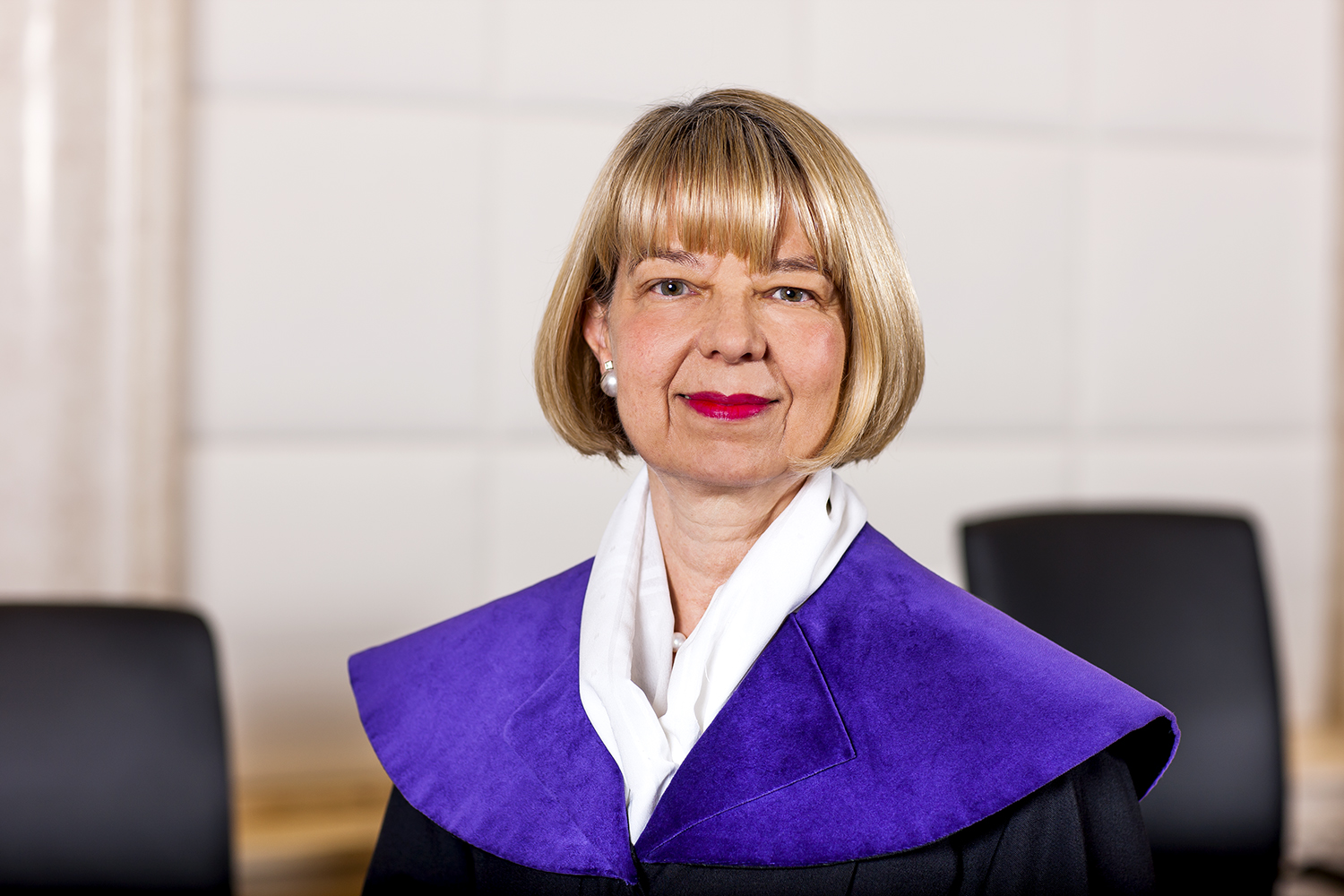
Gabriele Kucsko-Stadlmayer als Richterin am Verfassungsgerichtshof (2015)

Gabriele Kucsko-Stadlmayer (* 19. Dezember 1955 in Wien als Gabriele Stadlmayer) ist eine österreichische Rechtswissenschaftlerin und Richterin. Sie ist seit 2011 Universitätsprofessorin für Verfassungs- und Verwaltungsrecht an der Universität Wien. Von 2015 bis 2024 war sie die aus Österreich entsandte Richterin am Europäischen Gerichtshof für Menschenrechte (EGMR).

## Leben

### Herkunft und Schulzeit
Gabriele Kucsko-Stadlmayer ist eine von zwei Töchtern eines höheren Beamten und Juristen und wuchs in der Wiener Inneren Stadt auf. In Wien besuchte sie die Schule („Vieles hat mich interessiert, Mathematik, Kunstgeschichte, Literatur, Musik und Sprachen.“) und lebte während vieler Sommerferien in Südfrankreich bei einer Austauschfreundin. Nach Eigendarstellung hörten sie Musik von Serge Gainsbourg und lasen Bücher von Jean-Paul Sartre, Simone de Beauvoir und Albert Camus.

### Universitäre Ausbildung
Nach der Matura inskribierte Kucsko-Stadlmayer 1973 Rechtswissenschaften an der Rechtswissenschaftlichen Fakultät der Universität Wien und parallel ein Dolmetschstudium für Französisch am Dolmetschinstitut. Da sie bald darauf feststellte, dass ihr die Juristerei mehr zusagte als Übersetzen, konzentrierte sie sich auf das Jusstudium. Nachdem Rudolf Welser „ihr Talent zum strukturierten Denken“ erkannte, bot er ihr 1975 an, bei ihm am Institut für Zivilrecht als wissenschaftliche Hilfskraft zu arbeiten („Ich wusste, das war eine Chance.“), wo sie für zwei Jahre als Studienassistentin tätig war.
Im Jahr 1977 schloss sie ihr Studium mit der Promotion zur Doktorin der Rechtswissenschaften (Dr. iur.) ab.
Als sie feststellte, dass ihr Interesse mehr im Öffentlichen Recht gelegen war, wechselte sie direkt im Anschluss daran als Universitätsassistentin zu Robert Walter am Institut für Staats- und Verwaltungsrecht. Hier hielt sie neben ihrer wissenschaftlichen Arbeit ihre ersten Lehrveranstaltungen. Daneben absolvierte sie in den Jahren 1980/81 ihr Gerichtsjahr.

### Universitäre Karriere
1985 erlangte Gabriele Kucsko-Stadlmayer mit Disziplinarrecht der Beamten, in der Folge zu einem Standardwerk geworden, ihre Habilitation für Verfassungs- und Verwaltungsrecht an der Universität Wien und erhielt die Lehrberechtigung für diese Fächer. 1993 wurde Gabriele Kucsko-Stadlmayer außerordentliche Universitätsprofessorin.
Im Jahr 2000 nahm Kucsko-Stadlmayer eine Gastprofessur für Österreichisches, Europäisches und Vergleichendes Öffentliches Recht, Politikwissenschaft und Verwaltungslehre an der Universität Graz wahr. Im selben Jahr wurde sie auch Mitglied der österreichischen Juristenkommission. 2011 erfolgte die Berufung zur Universitätsprofessorin für Verfassungs- und Verwaltungsrecht an der Universität Wien.
Inneruniversitär war sie von 2006 bis 2013 Vorsitzende der Schiedskommission der Universität Wien und von 2008 bis 2014 stellvertretende Institutsvorständin des Instituts für Staats- und Verwaltungsrecht. Von 2009 bis 2011 war sie als stellvertretende Vorsitzende des Senats der Universität Wien tätig und in Nachfolge von Helmut Fuchs von 1. Oktober 2013 bis 31. Oktober 2015 schließlich dessen Senatsvorsitzende, sowie zugleich auch Sprecherin der Konferenz der österreichischen Senatsvorsitzenden. Die Neugestaltung des Universitätsrechts sei ihr ein großes Anliegen gewesen. In ihren unterschiedlichen universitären Funktionen begleitete sie die Universitäten bei dem Prozess in die Autonomie.
Seit 1. Jänner 2016 ist Kucsko-Stadlmayer Mitglied und stellvertretende Vorsitzende des österreichischen Wissenschaftsrats.

### Außeruniversitäres Wirken
Ab 1995 war Kucsko-Stadlmayer auf Vorschlag der SPÖ zum Ersatzmitglied des österreichischen Verfassungsgerichtshofs bestellt und blieb dieses bis zu ihrer Berufung an den EGMR im Jahr 2015.
Daneben spezialisierte sich Kucsko-Stadlmayer auch auf Menschenrechte: „Ziel unseres Tuns als Juristen ist es nicht nur, Normen zu analysieren, sondern auch die Dinge des Lebens zum Besseren zu wenden.“ Von 2008 bis 2012 war sie stellvertretende Vorsitzende des Menschenrechtsbeirats im Bundesministerium für Inneres und bekam dort Einblick in die Polizeiarbeit. Von 2012 bis 2013 war sie stellvertretende Vorsitzende des Menschenrechtsbeirats bei der österreichischen Volksanwaltschaft. Darüber hinaus setzte sie sich von 2006 bis 2015 auch in der Venedig-Kommission des Europarats für Menschenrechte ein.
Kucsko-Stadlmayer ist Beiratsmitglied der European Law Students’ Association (ELSA).

### Richterin am EGMR
Am 21. April 2015 wurde Gabriele Kucsko-Stadlmayer von der Parlamentarischen Versammlung des Europarates aus einem Dreiervorschlag der Bundesregierung Faymann für eine neunjährige Amtsdauer als Richterin am Europäischen Gerichtshof für Menschenrechte (EGMR) in Straßburg gewählt. Mit Wirkung vom 1. November 2015 wurde sie damit in der Nachfolge von Elisabeth Steiner die aus Österreich entsandte Richterin am EGMR. Am 18. Mai 2022 wurde sie zur Präsidentin der Fachgruppe IV gewählt. András Jakab folgte ihr im November 2024 als Richter am EGMR nach.

### Privates
1982 heiratete Gabriele Stadlmayer den österreichischen Markenrechtsexperten und Rechtsanwalt Guido Kucsko. Fast gleichzeitig mit ihrer Habilitation kam ihre Tochter (* 1984) und drei Jahre danach ihr Sohn (* 1987) zur Welt. Die Familie lebt in Wien und in ihrem Wochenendhaus in Reichenau an der Rax. Seit 2015 hat sie im Zusammenhang mit ihrer Arbeit als Richterin am EGMR auch einen Wohnsitz in Straßburg.
Kucsko-Stadlmayer ist eine leidenschaftliche Opernbesucherin. In Wien versäumt sie keine neue Aufführung, in Straßburg kannte sie das Opernprogramm bereits, bevor sie dort eine Wohnung gefunden hatte. Ihre Vorliebe für Opern beschreibt sie damit, dass „alles, was das Leben ausmacht, drinnen ist: starke Gefühle, Macht und Verrat, Konflikt, aber auch Versöhnung.“

## Auszeichnungen
- 1986: Kardinal-Innitzer-Förderungspreis für Rechts- und Staatswissenschaften

## Publikationen
- Das Disziplinarrecht der Beamten. (= Forschungen aus Staat und Recht, 67.) Springer, Wien/New York 1985, ISBN 3-211-81843-X.
- Beamtenernennung im Rechtsstaat. In: Staatsrecht in Theorie und Praxis : Festschrift Robert Walter zum 60. Geburtstag, 1991, S. 387.
- Beitrag in Robert Walter (Hrsg.): Schwerpunkte der Reinen Rechtslehre. (= Schriftenreihe des Hans-Kelsen-Instituts; 18) Manz, Wien 1992, ISBN 978-3-214-06518-8.
- Der Vorrang des EU-Rechts vor österreichischem Recht. In: ecolex, 1995, S. 338.
- Rechtliche Aspekte der Frauenförderung. In: JRP, 1997, S. 35.
- Europarechtliche Rahmenbedingungen der Frauenförderung. In: ÖRZ, 1999, S. 106.
- Die zukünftige Bedeutung der Staatsfunktion „Gerichtsbarkeit“ für die Rechtssetzung. In: Michael Holoubek, Georg Lienbacher (Hrsg.): Rechtspolitik der Zukunft – Zukunft der Rechtspolitik, 1999, S. 121.
- gemeinsam mit Karl Korinek, Michael Holoubek (Hrsg.): Kommentar zum Österreichischen Bundesverfassungsrecht. Springer, Wien ab 1999.
- Verwaltungsstrafrecht und „ne bis in idem“. In: FS Dittrich, 2000, S. 809.
- Universitätslehrer-Dienstrecht 2001. Manz, Wien 2001. ISBN 978-3-214-00426-2.
- Les recours individuels devant la Cour constitutionnelle en droit constitutionnel autrichien. In: Cahiers du Conseil Constitutionnel, 2001/10, S. 82.
- Die heutige Bedeutung eines Allgemeinen Verwaltungsrechts. In: Clemens Jabloner, Heinz Mayer, Wolfgang Pesendorfer (Hrsg.): 125 Jahre Verwaltungsgerichtshof. Österreichischer Verwaltungsrechtlicher Tag 2001. 2002, S. 39.
- Grenzen der Ausgliederung. Manz, Wien 2003, ISBN 978-3-214-10943-1.
- gemeinsam mit Heinz Mayer (Hrsg.): Kommentar zum Universitätsgesetz 2002. Manz, Wien ab 2003.
- gemeinsam mit Heinz Mayer (Hrsg.): Kommentar zu EUV und AEUV. Manz, Wien ab 2003.
- Die Beziehungen zwischen dem Verfassungsgerichtshof und den anderen Gerichten, einschließlich der europäischen Rechtsprechungsorgane. In: EuGRZ, 2004, S. 27.
- Voraussetzungen der Staatshaftung. In: Staatshaftung, ÖJK (Hrsg.), Wien 2004, S. 7.
- Europäische Ombudsman-Institutionen. Eine rechtsvergleichende Untersuchung zur vielfältigen Umsetzung einer Idee. Springer, Wien/New York 2008, ISBN 978-3-7046-5914-9. (European Ombudsman-Institutions and their Legal Basis. Springer, Wien/New York 2008, ISBN 978-3-7046-5915-6.)
- Das Disziplinarrecht der Beamten. (= Springers Handbücher der Rechtswissenschaft.) 4. Auflage, Springer, Wien/New York 2010, ISBN 3-211-78500-0.
- gemeinsam mit Clemens Jabloner, Gerhard Muzak: Vom praktischen Wert der Methode. Festschrift Heinz Mayer zum 65. Geburtstag. Manz, Wien 2011, ISBN 978-3-214-00699-0.
- Die Volksanwaltschaft als „Nationaler Präventionsmechanismus“. In: ÖJZ 2013/107, Heft 20, Oktober 2013, ISSN 0029-9251, S. 913–921 (Volltext online, PDF 160 kB; 30. Jänner 2014).
- Die Allgemeinen Strukturen der Grundrechte. In: Detlef Merten, Hans-Jürgen Papier (Hrsg.), et al.: Handbuch der Grundrechte. Band VII/1, 2. Auflage, C.F. Müller, Heidelberg 2014, ISBN 978-3-8114-4424-9.
- gemeinsam mit Detlef Merten, Hans-Jürgen Papier (Hrsg.): Handbuch der Grundrechte. Grundrechte in Österreich. 2. Auflage, MANZ, Wien 2014, ISBN 978-3-214-13311-5.
- gemeinsam mit Heinz Mayer, Karl Stöger:[11] Grundriss des österreichischen Bundesverfassungsrechts. 11. Auflage, Manz, Wien 2015, ISBN 3-214-08890-4.